# Önkényuralmi jelkép
Az önkényuralmi jelkép a magyar jog szerint olyan jelkép, amelynek használatát törvény tiltja, s amelyek a következők: horogkereszt, SS-jelvény, nyilaskereszt, sarló-kalapács, ötágú vörös csillag vagy ezeket ábrázoló jelképek – kivéve, ha ezek ábrázolása ismeretterjesztő, tudományos vagy művészeti célokat szolgál. Maga a kifejezés a közéletben is annyira elterjedt, hogy a magyar közvélemény ma már a tiltott politikai jelképekkel azonosítja.

## Magyarországon
A büntető törvénykönyv önkényuralmi jelképnek tekinti a következőket:
- horogkereszt
- nyilaskereszt
- SS-jelvény
- sarló és kalapács
- ötágú vörös csillag

## Tiltott politikai jelképek külföldön

### Európai Unió
Az Európai Unióban nincs egységes szabályozás az önkényuralmi jelképekről és azok használatáról. Nemzeti hatáskörbe tartozik a kérdés. Ennek ellenére a legtöbb országban tiltottak a korábbi német nemzetiszocialista jelképek, amíg ezek helyi változatai csak a közvetlenül érintett országokban.
A kommunista diktatúrák jelképei azonban a legtöbb országban nincsenek betiltva, Magyarország az első volt ezek betiltásában. Sokan azonban megkérdőjelezik, hogy a vörös csillag mennyiben tekinthető önkényuralmi jelképnek, hiszen az jóval a kommunista diktatúrák megjelenése előtt a munkásmozgalmak vezető jelképe volt.
A tiltás mellett érvelők azonban arra hivatkozhatnak, hogy a horogkereszt is sok ezer éves szimbólum, s ha azt betiltották a 20. században betöltött szerepe miatt, akkor a kommunista diktatúrák jelképeit is be kell tiltani. Tiltásra vonatkozó törvénytervezet létezett Észtországban is, de végül megbukott egy parlamenti bizottságban, azzal az indoklással, hogy bevezetése túl súlyos lenne az alkotmányban garantált szabadságjogokra, legfőképpen a szólásszabadságra nézve.
Hazánk legelső ügye az Európai Bíróságon a C-328/04. sz. Vajnai-ügy volt. Előzetes döntéshozatali eljárásra került sor, amelynek során megállapították, hogy a Bíróságnak nincs hatásköre a kérdés megválaszolására.

### Ausztria

Ausztria címere

Ausztriában az 1947-es Verbotsgesetz tiltja nemzetiszocialista szervezet létrehozását vagy támogatását, és az ilyen szervezetben való részvételt. A törvény 3d. paragrafusa alapján aki képek vagy nyomtatványok segítségével ilyesmire biztatja a közvéleményt, az öttől tíz évig, különösen veszélyes esetben húsz évig terjedő börtönbüntetéssel sújtható.
Ausztria címerében szerepel a munkásmozgalmi eredetű sarló és a kalapács.

### Finnország

A finn köztársasági elnök hivatalos zászlaja

Finnországban az önkényuralmi jelképek szabályozása jelentősen eltér a legtöbb európai országétól. Ott a köztársasági elnök hivatalos zászlajában a mai napig szerepel a szvasztika. Nem összekeverendő a horogkereszttel, amit mindig az élére állítva ábrázolnak. A szvasztika jellemzően megjelenik Európa számos részein is, az ókorba visszanyúlóan, illetve Európán kívül Indiában is.

### Németország

Egy áthúzott horogkereszt

Németországban sokkal szigorúbb tilalom van érvényben, mint a legtöbb európai országban. Itt a valamikori nemzetiszocialista jelvények mellett bizonyos egyenruhákat, köszöntési formákat („Heil Hitler”, „Sieg Heil”, „Meine Ehre heißt Treue”, „Mit deutschem Gruß”) és dalokat (Horst-Wessel dal, „Es zittern die morschen Knochen”) is betiltottak. A nemzetiszocialista eszmerendszerrel szimpatizáló egyes háború után alakult szervezeteknek és pártoknak, továbbá ezek jelképeinek is ez lett a sorsa.
A német szövetségi bíróság 2007. március 15-i döntése alapján azonban nem tilos a náciellenes jelképek használata és sokszorosítása, például az áthúzott horogkereszt.

### Litvánia
Litvániában mind a horogkereszt, mint a sarló és kalapács bármiféle használata tiltott. Emellett tilos a II. világháborús német birodalmi és a szovjet himnusz szövege ill. a korabeli egyenruhák viselése is.